# Sân bay quốc tế Atar
Sân bay quốc tế Atar (mã sân bay IATA: ATR, mã sân bay ICAO: GQPA) là một sân bay quốc tế ở Atar, một thị xã ở vùng Adrar của Mauritanie. Sân bay có 1 đường băng dài 3004 mét.
Trong thế chiến 2, sân bay đã được Air Transport Command của Không lực Hoa Kỳ sử dụng làm một điểm dừng vận chuyển hàng hóa, trung chuyển máy bay và người trên tuyến vận tải hàng Bắc Phi Cairo-Dakar. Nó đã kết nối sân bay Dakar ở phía nam và sân bay Agadir ở phía bắc.